# 久野美咲
久野美咲（日语：／ Kuno Misaki，1993年1月19日—），是日本的女性演員、聲優，大澤事務所所屬。東京都出身，血型為A型。

## 人物
久野美咲幼時便作為童星出演了《音乐剧 绿野仙踪》《放浪记》等舞台剧，以声优出道是在2003年韩国电影《鬼铃》中担任日语吹替工作。最初以外语片配音为主要工作，2010年开始动画和游戏方面的出演逐渐增加。声音被评价为“逼真的小孩子声音”、“有着独特存在感的声音”。2022年6月5日，开通个人推特账号，并晒出与同事务所的花泽香菜的合影。
2010年剧场版动画《古城荆棘王》的监督片山一良曾评价其平常明明很乖又几乎不说话，但到了正式出场时就会突然转变”。收录时久野只有气息的即兴表演的演技极为优秀，让制作人员十分感动，未经删减直接采用。与久野在该部作品以及《黑岩射手》中一同出演的花泽香菜曾说“（久野）在现场一直坐在角落里，独特的声音非常可爱”。泽城美雪也评价道“（出演）麻陶的弟弟的久野酱很有自己的特色，非常厉害”。久野也称花泽香菜为可以信赖的前辈。

## 演出作品
※粗體字為主要角色。

### 電視動畫
2010年
- 我的妹妹哪有這麼可愛！（布莉姬·伊凡斯）

2012年
- （安娜）
- BLACK★ROCK SHOOTER（黑衣尋）

2013年
- 問題兒童都來自異世界？（梅爾）
- 我的妹妹哪有這麼可愛。（布莉姬·伊凡斯）
- 蘿球社！SS（米米·巴爾格里）
- 穿透幻影的太陽（凱特布魯姆〈女性化身〉）
- 記錄的地平線（瑟拉拉）
- 悠悠哉哉少女日和（女孩子）
- 伽利略少女（紅之王）

2014年
- 噬血狂襲（莉迪安·蒂諦葉）
- 流浪神差（圭一、雛巴）
- 世界征服 謀略之星（星宮凱特）
- selector infected WIXOSS（玉）
- 魔法科高中的劣等生（春日菜菜美）
- 如果折斷她的旗（大司教河胡桃子）
- 龍孃七七七埋藏的寶藏（吉野咲希）
- 爱丝卡&罗吉的鍊金工房～黄昏天空之鍊金术士～（库）
- selector spread WIXOSS（玉）
- 記錄的地平線 第二期（瑟拉拉）
- 七大罪（霍克）

2015年
- 無頭騎士異聞錄 DuRaRaRa!!×2 承（栗楠茜）
- 可塑性記憶（妮娜）
- 戰姬絕唱SYMPHOGEAR GX（艾芙奈恩）
- 無頭騎士異聞錄 DuRaRaRa!!×2 轉（栗楠茜）
- 偶像大師 灰姑娘女孩 第二期（市原仁奈）
- 流浪神差 ARAGOTO（雛巴）
- 受讚頌者 虛偽的假面（詩諾農）
- 魯邦三世 PART IV（卡菈）

2016年
- 無彩限的幻影世界（熊枕久瑠美）
- Dimension W －第四次元－（狄波拉·伊斯特里瓦）
- 莉露莉露妖精～妖精之門～（啵娃娃、番茄、あじさい、瑩瑩、和音、哆莉昂）
- 制約之絆（新山仁子）
- 至高指令（星宮瀨奈[6]）
- 逆转裁判（绫里春美）
- 魔奇少年 辛巴達的冒險（奇奇利克）
- 蠟筆小新（莉）
- 七大罪 聖戰的預兆（霍克）
- 3月的獅子（川本桃、白貓）

2017年
- 莉露莉露妖精～妖精之門～（玻璃綿綿犬）
- 超·少年偵探團NEO（諾羅）
- 秋葉原之旅 -THE ANIMATION-（塔斯金·拉托）
- 重啟咲良田（倉川真理）
- 戰姬絕唱SYMPHOGEAR AXZ（艾芙奈恩）
- 戰鬥女子學園（藤宮櫻）
- 偶像大師 灰姑娘女孩劇場 2nd SEASON（市原仁奈）
- 魔法使的新娘（雨果）
- 3月的獅子 第2期（川本桃、白猫）

2018年
- 七大罪 戒律的復活（霍克）
- 齊木楠雄的災難 第2期（滑川）
- LOST SONG（阿爾）
- Lostorage conflated WIXOSS（玉）
- Hisone與Masotan（甘粕檜曾根）
- 最終休止符 -無止境的螺旋物語-（黛亞）
- 偶像大師 灰姑娘女孩劇場 3rd SEASON（市原仁奈）
- Happy Sugar Life（神戶鹽[7]）
- 付喪神出租中（撫子）
- 宇宙戰艦提拉米斯Ⅱ（蘭布達β）
- 只要別西卜大小姐喜歡就好（貝爾芬格[8]）

2019年
- Endro～！（瑪歐[9]）
- Star☆Twinkle 光之美少女（妮姬）
- 川柳少女（矢工部紀[10]、植物的怪物）
- 偶像大師 灰姑娘女孩劇場 CLIMAX SEASON（市原仁奈）
- 卡羅爾與圖絲黛（GGK）
- 戰姬絕唱SYMPHOGEAR XV（艾芙奈恩）
- 龍族拼圖（ご神木の少年）
- 決鬥大師!!（ゼーロン）
- 七大罪 眾神的逆麟（霍克）
- 碧藍航線（平海、長門）
- Z/X Code reunion（ニーナ・シトリー）
- PSYCHO-PASS心靈判官 3（プロトタイプ・アイ）

2020年
- 成群結伴！西頓學園（子守尤加莉[11]）
- 怕痛的我，把防禦力點滿就對了（管理者B、史萊姆）
- 機獸戰記 狂野爆發 ZERO（アリス人偶）
- 夢夢貓（小縫[12]）
- 弩級戰隊HXEROS（內衣蟲）
- Re：從零開始的異世界生活 2nd season（緹豐）
- 哆啦A夢（皮助）
- 魔王學院的不適任者～史上最強的魔王始祖，轉生就讀子孫們的學校～（潔西雅·加隆·伊捷伊西卡）
- 小碧藍幻想！（庫姆尤）
- 王之逆襲 意志的繼承者（涅洽）

2021年
- 七大罪 憤怒的審判（霍克）
- 悠悠哉哉少女日和 Nonstop（詩織）
- 記錄的地平線 圓桌崩壞（瑟拉拉）
- 碧藍航線 微速前進！（長門）
- 哥吉拉 奇異點（佩羅2號）
- 夢夢貓 Mix！（小縫）
- 戰鬥員派遣中！（莫吉莫吉）
- 暗黑企業的迷宮（莉姆）
- 魔法科高中的優等生（春日菜菜美）
- 86－不存在的戰區－（芙蕾德利嘉·罗森菲尔特）

2022年
- 明日同學的水手服（明日花緒[13]）
- 超異域公主連結 Re:Dive Season 2（美咲[14]）
- 戀上換裝娃娃（莉茲）
- BLACK★★ROCK SHOOTER DAWN FALL（Black Trike[15]）
- INSECT LAND（米亞）
- 不會拿捏距離的阿波連同學（阿波連蓮[16]）
- 夏日時光（波稻[17]、蛭子、雁切波稻、南方波稻）
- Lycoris Recoil 莉可麗絲（胡桃／Walnut）
- 受讚頌者 二人的白皇（詩諾農[18]）
- 盛開的阿斯諾特莉亞 吸！（阿斯諾特莉亞）
- 來自深淵 烈日的黃金鄉（法普妲、咿嚕繆咿）
- 天籟人偶（千代[19]）
- 聖劍傳說 Legend of Mana -The Teardrop Crystal-（小由佳[20]）
- 路人超能100 III（宇宙人）

2023年
- 魔王學院的不適任者 II ～史上最強的魔王始祖，轉生就讀子孫們的學校～（潔西雅·碧安卡[21]）
- 怕痛的我，把防禦力點滿就對了2（管理者C、可利亞）
- 狩火之王（子[22]）
- 福星小子（砂糖[23]）
- 偶像大師 灰姑娘女孩 U149（市原仁奈[24]）
- 帶著智慧型手機闖蕩異世界。2（莉莉艾爾·里姆·利夫利斯）
- 總之就是很可愛（鏡球馬[25]）
- 幻日夜羽 -鏡中暉光-（奈美、未希）
- 獻祭公主與獸王（馬羅）
- 其實，我是最強的？（提婭里艾塔·盧塞揚涅爾[26]）
- 小不點（白白的[27]）
- 藥師少女的獨語（小蘭[28]）
- 放學後少年花子君（源蒂雅拉）

2024年
- 戰鬥陀螺X（小雛）
- 狩火之王（第2期）（灯子[29]）
- 百千家的妖怪王子（玉萌）
- 最強肉盾的迷宮攻略～擁有稀少技能體力9999的肉盾，被勇者隊伍辭退了～（亞蒙[30]）
- 神明渴求著遊戲。（端子精靈）
- 吹響吧！上低音號3（鈴木五月[31]）
- 單人房、日照一般、附天使。（志羽[32]）
- 新人大叔冒險者，被最強隊伍操到死成無敵（愛麗絲雷特·德古拉[33]）
- 夜櫻家大作戰（愛[34]）
- 神明選拔（依怙[35]）
- 菇狗（李子[36]）

2025年
- MOMENTARY LILY 剎那之花（吉野山茶花[37]）
- 中年男的異世界網購生活（安妮莫奈[38]）
- 藥師少女的獨語（第2期）（小蘭[39]）
- 不會拿捏距離的阿波連同學 season2（阿波連蓮[40]）
- WITCH WATCH 魔女守護者（黑蜜[41]）
- 轉生為白豬貴族的我，運用前世記憶養育雛鳥般的弟弟（菊乃井鳳蝶[42]）
- 數碼寶貝BEATBREAK（キロプモン[43]）

2026年
- 魔王的女兒太溫柔了！！（豆豆[44]）
- 「憑妳也想討伐魔王？」被勇者小隊逐出隊伍，只好在王都自在過活（艾塔娜·琳巴烏[45]）

### 動畫電影
2010年
- 古城荊棘王 -King of Thorn-（艾莉絲）

2014年
- 一年級大個子·二年級小個子（日语：大きい1年生と小さな2年生）（真理子）

2015年
- 電影 Go！Princess 光之美少女 Go！Go！！豪華三部曲！！！（小潘）

2016年
- Selector destructed WIXOSS（玉）
- 莊嚴皇子 覺醒的遺傳因子（ディオルナ）

2018年
- 於離別早晨飾上約定之花（梅德梅爾）
- 莉茲與青鳥（管樂團成員）
- 企鵝公路（青山的妹妹、企鵝）
- 劇場版 七大罪 天空的囚人（霍克）
- 妖怪手錶：永遠的朋友（菊理媛命）

2019年
- 劇場版 吹響吧！上低音號～誓言的终章～（鈴木五月）

2021年
- 劇場版 七大罪 被光詛咒的人們（霍克）

2022年
- THE FIRST SLAM DUNK（宮城安娜）

2023年
- 特別篇 吹響吧！上低音號～合奏團競賽篇～（鈴木五月[46]）
- 愛麗絲與特蕾絲的虛幻工廠（五實[47]）

2025年
- 多啦A夢：大雄的繪畫世界物語（查伊）
- 大耳鼠芝比 愛莉殿下的好運（芝比[48]）
- 電影 小鯊鯊出門去 都會的朋友（うさめちゃん[49]）

2026年
- 來自深淵 覺醒的神祕（法普妲[50]）

### OVA
2010年
- BLACK★ROCK SHOOTER（黑衣尋）

2017年
- 夏目友人帐 陆「響起鈴聲的殘株」（爱子）

2023年
- 偶像大師 灰姑娘女孩 U149（市原仁奈）※Blu-ray第4卷收錄

### 網路動畫
2018年
- 異世界居酒屋「阿信」（艾琺）

2024年
- 高爾夫物語（七海賈溫[51]）

2025年
- Lycoris Recoil 莉可麗絲：友誼是時間的竊賊（胡桃[52]）

### 遊戲
2011年
- 我的妹妹哪有這麼可愛！攜帶版（布莉姬·伊凡斯）

2012年
- 我的妹妹哪有這麼可愛！攜帶版哪有可能繼續（布莉姬·伊凡斯）

2013年
- 我的妹妹哪有這麼可愛！HappyenD（布莉姬·伊凡斯）

2014年
- 偶像大師 灰姑娘女孩（市原仁奈）
- 蘿球社！秘密的快門機會（米米·巴爾格里[53]）

2015年
- 偶像大師 灰姑娘女孩 星光舞台（市原仁奈）
- 公主連結！（玉泉美咲）
- 艦隊Collection -艦Colle-（利托里奧／義大利（Littorio/Italia）（英语：Italian battleship Littorio）、羅馬（Roma）（英语：Italian battleship Roma (1940)）、高波（日语：高波 (駆逐艦)））
- 女友伴身邊（浮橋明日香）
- 女友伴身邊（♪）（浮橋明日香）
- 傳頌之物 虛偽的假面（詩諾農）
- 擴散性百萬亞瑟王/乖離性百萬亞瑟王（小灰人）
- 戰鬥女子學園（藤宫樱）

2016年
- 傳頌之物 兩人的白皇（詩諾農）
- Harmonia（提比）
- 戰艦少女R（螢火蟲、深雪、蘇赫巴托）

2017年
- 地平線 零之曙光（亞蘿伊〈童年時期〉）
- 魔法紀錄 魔法少女小圓外傳（千歲由真）
- 異度神劍2（花）

2018年
- 碧藍航線（長門）
- 超異域公主連結☆Re:Dive（玉泉美咲)

2019年
- Fate/Grand Order（紅閻魔）
- 聖火降魔錄 英雄雲集（露琵娜斯）

2020年
- 女神異聞錄5 亂戰 魅影攻手（蘇菲亞）
- 原神（可莉）

2021年
- 薑餅人王國（卡士達三世餅乾）

2023年
- Fate/Samurai Remnant（小笠原香耶）
- 芙蕾德利卡（Farmer）

2024年
- 勝利女神: 妮姬（可可）

2025年
- 伊瑟（莉露摩卡）

### 廣播劇CD
- 擁有超常技能的異世界流浪美食家（史伊）
- 妖怪宅院「附廣播劇CD特裝版」[54]（岐）

### 外語片配音
2003年
- 鬼鈴
- 異形2（紐特）
- 海底總動員（妲拉）

2005年
- 冰公主（莉莉）
- 功夫（女子）

2006年
- 空中危機（布蘭妮）

2008年
- 奇妙仙子（溫蒂）

2011年
- 幻世浮生（蕾伊·皮爾斯）

### 舞台
1999年
- 音樂劇綠野仙蹤〈新宿KOMA劇場〉（Munchkin的小孩）

2000年
- 黎明破曉的街道〈紀伊國屋HALL〉（薰）

2002年
- 放浪記〈藝術座〉（行商人之子）

2003年
- 放浪記〈藝術座、博多座〉（行商人之子）

## 外部連結
- （日語）事務所公開簡歷 （页面存档备份，存于）
- （日語）久野美咲的X（前Twitter）